# Melinda nigripalpis
Melinda nigripalpis este o specie de muște din genul Melinda, familia Calliphoridae, descrisă de Hiromu Kurahashi și Tumrasvin în anul 1979.
Este endemică în Thailand. Conform Catalogue of Life specia Melinda nigripalpis nu are subspecii cunoscute.